# Пинус, Александр Георгиевич
Александр Георгиевич Пинус (род. 3 декабря 1946, Новосибирск) — советский и российский математик, специалист по универсальной алгебре, доктор физико-математических наук, профессор, почётный работник высшей школы Российской Федерации. Число Эрдёша — 3.

## Биография
Родился в семье учёных-геологов, отец Пинус, Георгий Владимирович.
Окончил механико-математический факультет Новосибирского государственного университета (1964—1969), там же — аспирантуру, в 1972 году защитил кандидатскую диссертацию «Неэлементарные свойства линейно упорядоченных множеств» под руководством академика Юрия Ершова.
С 1972 по 1992 год работал ассистентом, старшим преподавателем, доцентом на кафедре инженерной математики Новосибирского электротехнического института.
В 1992 году при преобразовании НЭТИ в Новосибирский государственный технический университет, организовал и возглавил новую кафедру алгебры и математической логики, которой руководил до 2007 года.

## Научная деятельность
В 1970-е годы изучал вложимость линейных порядков, теоретико-модельные вопросы и проблемы разрешимости теорий в исчислениях с обобщёнными кванторами.
В 1980-е годы сфокусировался на универсальной алгебре; исследовал строение скелетов вложимости и эпиморфности конгруэнц-дистрибутивных многообразий алгебр, разрабатывал классификацию подобных многообразий на основе строения их счётных скелетов. Эти результаты составили содержание докторской диссертации «Скелеты конгруэнцдистрибутивных многообразий универсальных алгебр», защищенной в 1992 году.
В 1990-е годы разработал теорию условных термов, нашедшую различные применения в алгебро-логических исследованиях, в том числе в вопросах классификации функциональных клонов. Большой цикл работ связан с исследованием производных структур универсальных алгебр: классификацией свободных алгебр многообразий по элементарным теориям их производных структур (решёток подалгебр, конгруэнций, групп автоморфизмов
и других), в частности, решил проблему Гретцера об элементарной эквивалентности решёток разбиений множеств; получил ряд результатов о взаимосвязи универсальных алгебр с идентичными производными структурами; выявил связь производных структур алгебр с неявными и абстрактными функциями на алгебрах; получил результаты о формульных подалгебрах, конгруэнциях, автоморфизмах. Предложжил новые подходы к изучению формульных подмножеств универсальных алгебр как аналогов алгебраических
множеств в рамках идей алгебраической геометрии универсальных алгебр.
Автор более 200 научных статей, шести монографий, двух учебников.

## Избранная библиография
Монографии
- Конгруэнц-модулярные многооразия алгебр : монография / А. Г. Пинус. — : ИрГУ, 1986. — 131 с.
- Constructions of Boolean Algebras. : монография / А. Г. Пинус. — : НГТУ, 1994. — 208 с.
- Boolean Constructions in Universal Algebra. : монография / А. Г. Пинус. — : НГТУ, 1994. — 208 с.
- Условные термы и их применение в алгебре и теории вычислений : монография / А. Г. Пинус. — : НГТУ, 2002. — 239 с.
- Производные структуры универсальных алгебр : монография / А. Г. Пинус. — : Новосибирск, изд-во НГТУ, 2007. — 204 с.
- Элементарная и близкие к ней логические эквивалентности классических и универсальных алгебр : монография / Е. И. Бунина, А. В. Михалёв, А. Г. Пинус. — Москва : МЦНМО, 2015. — 360 с. — 500 экз. — ISBN 978-5-4439-0263-0.

Учебники
- Основы алгебры и аналитической геометрии : учебник / А. Г. Пинус, А. В. Чехонадских. — : НГТУ, 2003. — 269 с.
- Задачи и упражнения по универсальной алгебре / А. Г. Пинус. — Новосибирск : Изд-во НГТУ, 2008
- Дискретные функции. Дополнительные главы дискретной математики : учеб. пособие / А. Г. Пинус. — Новосибирск : Изд-во НГТУ, 2016. — 90 с. — 100 экз. — ISBN 978-5-7782-2838-2.
- Основы универсальной алгебры : учеб. пособие / А. Г. Пинус . — Изд. 4-е, перераб. и доп.. — Новосибирск : Изд-во НГТУ, 2019. — 184 с — (Учебники НГТУ). — 3000 экз. — ISBN 978-5-7782-3794-0.